# Четыре ночи мечтателя
«Четыре ночи мечтателя» (фр. Quatre nuits d'un rêveur) — французский драматический художественный фильм, поставленный режиссёром Робером Брессоном по повести Фёдора Достоевского «Белые ночи». Премьера фильма состоялась 29 июня 1971 году в ФРГ.

## Сюжет
«Мечтатель» — это молодой художник Жак, который случайно встречается с Мартой, собирающейся сброситься с моста Пон-Нёф в Париже. Они разговаривают и договариваются увидеться следующей ночью. Вскоре Жак понимает, что любовник Марты должен был встретиться с ней на мосту той ночью, но так и не пришёл. После двух таких ночных встреч Жак влюбляется в Марту, а в четвёртую ночь появляется её долгожданный возлюбленный.

## В ролях
- Гийом де Форет — Жак
- Изабель Вайнгартен — Марта
- Лидия Бионди — мать Марты
- Морис Монноё — любовник Марты
- Жером Массар — гость Жака
- Патрик Жуане — бандит
- Джиорджио Маулини — слесарь (нет в титрах)

## Съёмочная группа
- Режиссёр-постановщик: Робер Брессон
- Автор сценария: Робер Брессон
- Оператор: Пьер Ломм
- Композиторы: F. R. David, Луи Гитар, Крис Хейуорд, Мишель Мань
- Монтажёр: Раймон Лами
- Художник-постановщик: Пьер Шарбоннье
- Звукорежиссёр: Роже Летеллье

## Награды и номинации
- 1971 — Берлинский кинофестиваль[1]:
  - номинация на премию «Золотой медведь» — Робер Брессон
  - приз Международной католической организации в области кино (OCIC)— Робер Брессон
- 1971 — премия en:Sutherland Trophy Британского киноинститута — Робер Брессон[2]